# جایزه بزرگ موناکو ۱۹۶۸
جایزه بزرگ موناکو ۱۹۶۸ (انگلیسی: ‎1968 Monaco Grand Prix‎) یک مسابقهٔ موتوری در رشتهٔ اتومبیل‌رانی فرمول یک بود که در تاریخ ۲۶ مهٔ ۱۹۶۸ در پیست موناکو واقع در مونت‌کارلو، موناکو برگزار شد. این گراند پری در میان ۱۲ گراند پری در فصل ۱۹۶۸، مسابقهٔ شمارهٔ ۳ بود.
در این مسابقه که در ۸۰ دور و به مسافت ۲۵۱٫۶۰۰ کیلومتر (۱۵۶٫۳۳۷ مایل) برگزار شد، پول پوزیشن توسط گراهام هیل کسب شد و سریع‌ترین زمان برای طی یک دور پیست که برابر با ۱:۲۸٫۱ بود نیز توسط ریچارد اتوود به ثبت رسید.
گراهام هیل از تیم لوتوس-فورد، ریچارد اتوود از تیم بی‌آرام و لوسین بیانچی از تیم کوپر-بی‌آرام به‌ترتیب مقام‌های اول تا سوم مسابقه را کسب کردند.

## رده‌بندی قهرمانی پس از مسابقه
|       | جایگاه | راننده              | امتیاز |
| ----- | ------ | ------------------- | ------ |
|       | ۱      | گراهام هیل          | ۲۴     |
| ۱     | ۲      | دنی هیولم           | ۱۰     |
| ۱     | ۳      | جیم کلارک           | ۹      |
| ۲۲    | ۴      | ریچارد اتوود        | ۶      |
| ۲     | ۵      | لودوویکو اسکارفیوتی | ۶      |
| منبع: |        |                     |        |

|       | جایگاه | سازنده      | امتیاز |
| ----- | ------ | ----------- | ------ |
|       | ۱      | لوتوس-فورد  | ۲۷     |
|       | ۲      | مک‌لارن-فورد | ۸      |
| ۱     | ۳      | کوپر-بی‌آرام | ۸      |
| ۷     | ۴      | بی‌آرام      | ۶      |
| ۲     | ۵      | برابام-رپکو | ۴      |
| منبع: |        |             |        |

یادداشت
- تنها پنج جایگاه نخست از هر رده‌بندی نمایش داده شده‌است.